# Fiat 1
Fiat 1 ou Fiat 1 Fiacre foi um automóvel produzido pela Fiat de 1908 a 1910. A capacidade de seu motor era de 2.2 litros (2200 cc), que produziam 16 cv. A velocidade máxima do carro era de 70 km/h.
Aproximadamente 1 600 unidades do Fiacre foram produzidas, e seu uso foi principalmente como táxi. O modelo foi vendido na Itália e em outros lugares. Ele foi usado em Nova York, Londres, Paris e outras cidades.